# Edward Angle
Edward Hartley Angle (Herrick, 1º giugno 1855 – Pasadena, 11 agosto 1930) è stato un dentista statunitense.
È considerato il padre della moderna ortodonzia.
Angle definì il primo, semplice sistema di classificazione per la cattiva occlusione, come I Classe, II Classe e così via. Il suo sistema di classificazione è ancora in vigore oggi presso i dentisti per descrivere come sono storti i denti, dove puntano i denti e come i denti si adattano reciprocamente. Angle contribuì grandemente ai progetti ortodontici ed alla realizzazione di apparecchi ortodontici, operando numerose semplificazioni. Egli fondò la prima scuola e college di ortodonzia, organizzò l'Associazione Americana di Ortodonzia nel 1901 che negli anni trenta divenne l'American Association of Orthodontists (AAO); nel 1907 fondò la prima rivista di ortodonzia.
Egli è noto poi per il suo libro Treatment of malocclusion of the teeth, del 1887, opera cardine della moderna ortopedia facciale.